# Hybomitra nigricans
Hybomitra nigricans är en tvåvingeart som först beskrevs av Christian Rudolph Wilhelm Wiedemann 1828.  Hybomitra nigricans ingår i släktet Hybomitra och familjen bromsar. Inga underarter finns listade i Catalogue of Life.